# Brit Awards 1997
Les Brit Awards 1997 ont lieu le 24 février 1997 à l'Earls Court Exhibition Centre à Londres. Il s'agit de la 17e cérémonie des Brit Awards, présentée par Ben Elton. Elle est enregistrée et diffusée à la télévision sur la chaîne ITV.
Les Spice Girls font sensation sur scène en interprétant un medley des chansons Wannabe et Who Do You Think You Are, avec Geri Halliwell qui porte une robe très courte aux couleurs de l'Union Jack sur le devant et avec le symbole de la paix imprimé au dos. Largement commentée dans les médias, la prestation vaudra aux Spice Girls de remporter le prix de la meilleure prestation aux Brit Awards des 30 dernières années lors des Brit Awards 2010. La robe, devenue culte, sera vendue aux enchères pour la somme de 41 320 £, entrant dans le livre Guinness des records,.

## Interprétations sur scène
Plusieurs chansons sont interprétées lors de la cérémonie :
- Bee Gees : Medley de leurs chansons
- Diana Ross feat. Jamiroquai : Upside Down
- The Fugees : Killng Me Softly
- Manic Street Preachers : A Design for Life
- Mark Morrison : Return of the Mack
- Prince : Emancipation
- Sheryl Crow : Everyday Is a Winding Road
- Skunk Anansie : Teenage Kicks
- Spice Girls : Wannabe / Who Do You Think You Are

## Palmarès
Les lauréats apparaissent en caractères gras.

### Meilleur album britannique
- Everything Must Go de Manic Street Preachers
  - K de Kula Shaker
  - Ocean Drive de Lighthouse Family
  - Older de George Michael
  - Moseley Shoals de Ocean Colour Scene

### Meilleur single britannique
- Wannabe des Spice Girls
  - You're Gorgeous de Babybird
  - Tattva de Kula Shaker
  - Lifted de Lighthouse Family
  - A Design for Life de Manic Street Preachers
  - Fastlove de George Michael
  - Return of the Mack de Mark Morrison
  - Don't Look Back in Anger d' Oasis
  - Firestarter de The Prodigy
  - Born Slippy de Underworld

Note : Le vainqueur est désigné par un vote des auditeurs de plusieurs radio indépendantes britanniques.

### Meilleur artiste solo masculin britannique
- George Michael
  - Mick Hucknall
  - Mark Morrison
  - Sting
  - Tricky

### Meilleure artiste solo féminine britannique
- Gabrielle
  - Dina Carroll
  - Donna Lewis
  - Louise
  - Eddi Reader

### Meilleur groupe britannique
- Manic Street Preachers
  - Kula Shaker
  - The Lightning Seeds
  - Ocean Colour Scene
  - Spice Girls

### Meilleure vidéo britannique
- Say You'll Be There des Spice Girls
  - Setting Sun de The Chemical Brothers
  - Good Enough de Dodgy
  - Virtual Insanity de Jamiroquai
  - A Design for Life de Manic Street Preachers
  - Fastlove de George Michael
  - The Box de Orbital
  - Breathe de The Prodigy
  - Firestarter de The Prodigy
  - Wannabe des Spice Girls

Note : Le vainqueur est désigné par un vote des téléspectateurs de VH1.

### Meilleur producteur britannique
- John Leckie
  - Absolute, Richard Stannard et Matt Rowe
  - Mike Hedges
  - Hugh Jones (en)
  - Tricky

### Révélation britannique
- Kula Shaker
  - Alisha's Attic
  - Ash
  - Babybird
  - The Bluetones (en)
  - Lighthouse Family
  - Longpigs (en)
  - Mansun
  - Mark Morrison
  - Skunk Anansie
  - Space (en)
  - Spice Girls

Note : Le vainqueur est désigné par un vote des auditeurs de BBC Radio 1.

### Meilleur artiste dance britannique
- The Prodigy
  - The Chemical Brothers
  - Jamiroquai
  - Mark Morrison
  - Underworld

### Meilleur artiste solo masculin international
- Beck
  - Bryan Adams
  - Babyface
  - Robert Miles
  - Prince

### Meilleure artiste solo féminine internationale
- Sheryl Crow
  - Toni Braxton
  - Neneh Cherry
  - Céline Dion
  - Joan Osborne

### Meilleur groupe international
- The Fugees
  - Boyzone
  - The Presidents of the United States of America
  - R.E.M.
  - The Smashing Pumpkins

### Révélation internationale
- Robert Miles
  - Fun Lovin' Criminals
  - Joan Osborne
  - The Presidents of the United States of America
  - The Tony Rich Project (en)

### Meilleure bande originale de film
- Trainspotting de divers artistes
  - Esprits rebelles (Dangerous Minds) de divers artistes
  - Mission impossible (Mission: Impossible) de divers artistes
  - Evita de Madonna et divers artistes
  - La Passione de Chris Rea

### Contribution exceptionnelle à la musique
- Bee Gees

## Artistes à nominations multiples
- 5 nominations :
  - Spice Girls

- 4 nominations :
  - Kula Shaker
  - Manic Street Preachers
  - George Michael
  - Mark Morrison
  - The Prodigy

- 3 nominations :
  - Lighthouse Family

- 2 nominations :
  - Babybird
  - The Chemical Brothers
  - Jamiroquai
  - Robert Miles
  - Ocean Colour Scene
  - Joan Osborne
  - The Presidents of the United States of America
  - Tricky
  - Underworld

## Artistes à récompenses multiples
- 2 récompenses :
  - Manic Street Preachers
  - Spice Girls